# Verena Sonnleitner

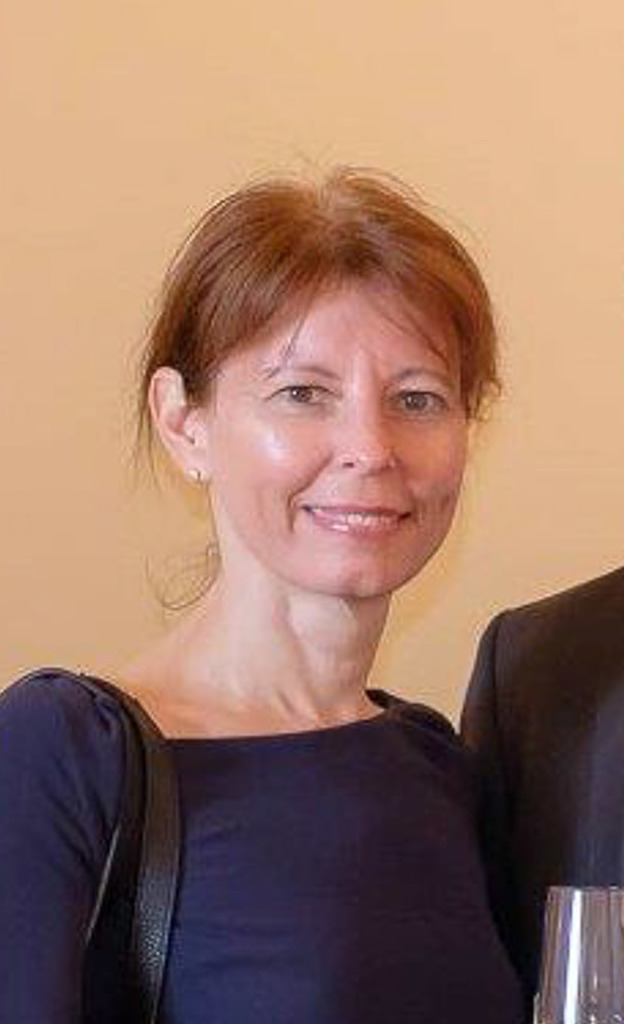
Verena Sonnleitner bei der Eröffnung der Ausstellung Baden Zentrum der Macht 1917-1918 im Kaiserhaus Baden (2018).

Verena Sonnleitner (* 14. September 1971) ist eine österreichische Beamtin. Ab Dezember 2014 war sie Bezirkshauptfrau im Bezirk Mistelbach und dann seit April 2018 in selber Funktion im Bezirk Baden tätig. Mitte März 2025 wurde sie zur Landesamtsdirektor-Stellvertreterin bestellt.

## Ausbildung und Beruf
Sonnleitner studierte Rechtswissenschaft (Akademischer Grad: Mag. iur.) und trat 2001 in den Landesdienst ein. Sie machte eine Einschulung an der Bezirkshauptmannschaft Baden und war seit Februar 2002 an der Bezirkshauptmannschaft St. Pölten als Ausbildungsjuristin tätig. Im August 2003 versetzte man sie in die Bezirkshauptmannschaft Mödling.
Im Februar 2010 wurde sie Bezirkshauptmann-Stellvertreterin an der Bezirkshauptmannschaft Bruck an der Leitha. In der gleichen Funktion wechselte sie im März 2011 in die Bezirkshauptmannschaft Mödling. Verena Sonnleitner folgte Gerhard Schütt am 1. Dezember 2014 als Bezirkshauptmann im Bezirk Mistelbach, der in den Ruhestand ging.
Am 1. April 2018 wurde sie als Nachfolgerin von Heinz Zimper Bezirkshauptfrau vom Bezirk Baden, als Bezirkshauptfrau im Bezirk Mistelbach folgte ihr Gerlinde Draxler nach. Am 18. März 2025 wurde Mag. Sonnleitner von Landeshauptfrau Johanna  Mikl-Leitner mit sofortiger Wirkung zur neuen Landesamtsdirektor-Stellvertreterin bestellt. Ihr Vorgänger Gerhard Dafert ist seit 1. März 2025 Mitglied des Vorstandes der NÖ Landesgesundheitsagentur.
Verena Sonnleitner ist seit 1996 verheiratet, hat zwei Töchter sowie einen Sohn.